# ISO 7736

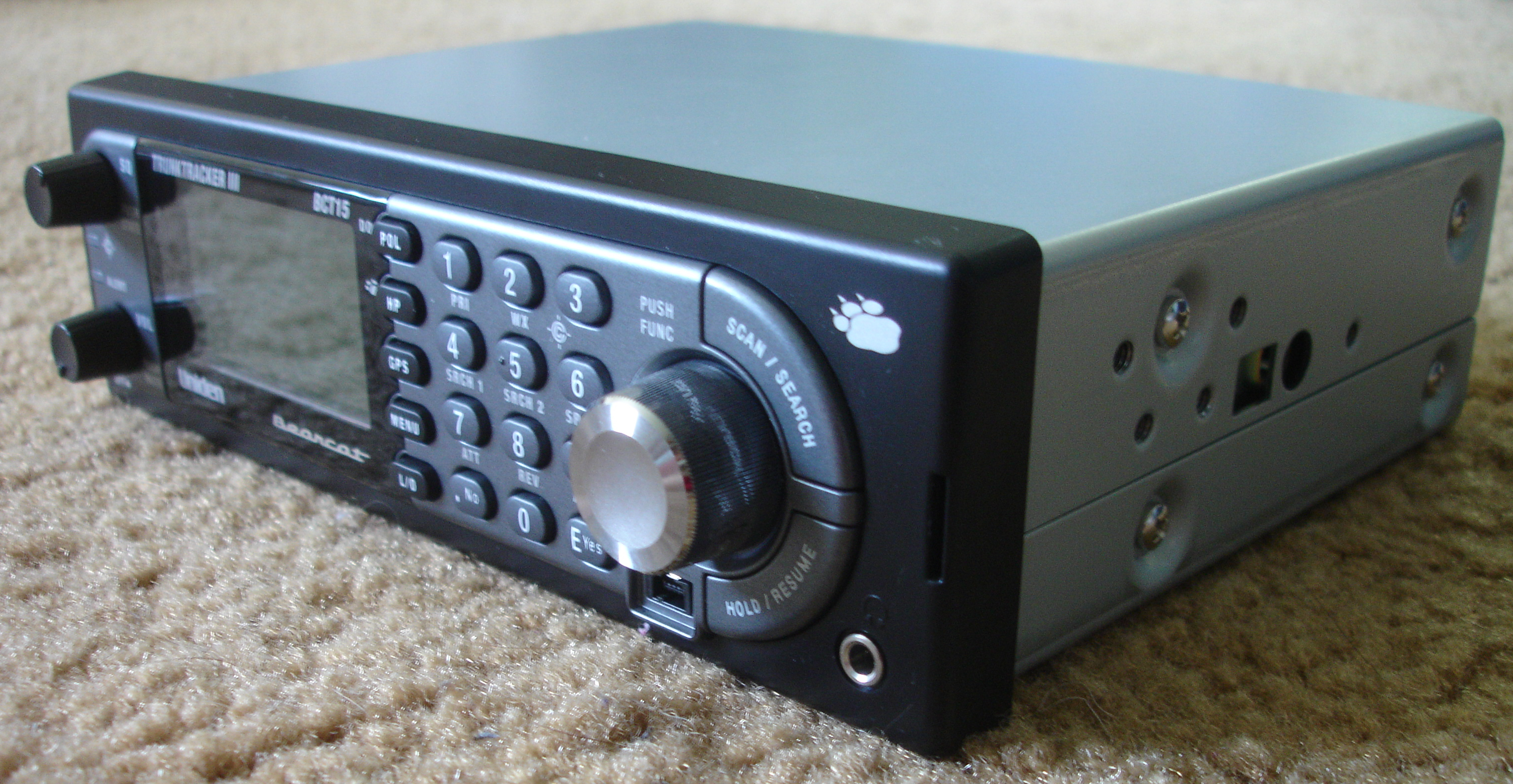
ユニデンの受信機 BCT-15。ねじタップは車のダッシュボードのISO 7736準拠の取付金具用である。

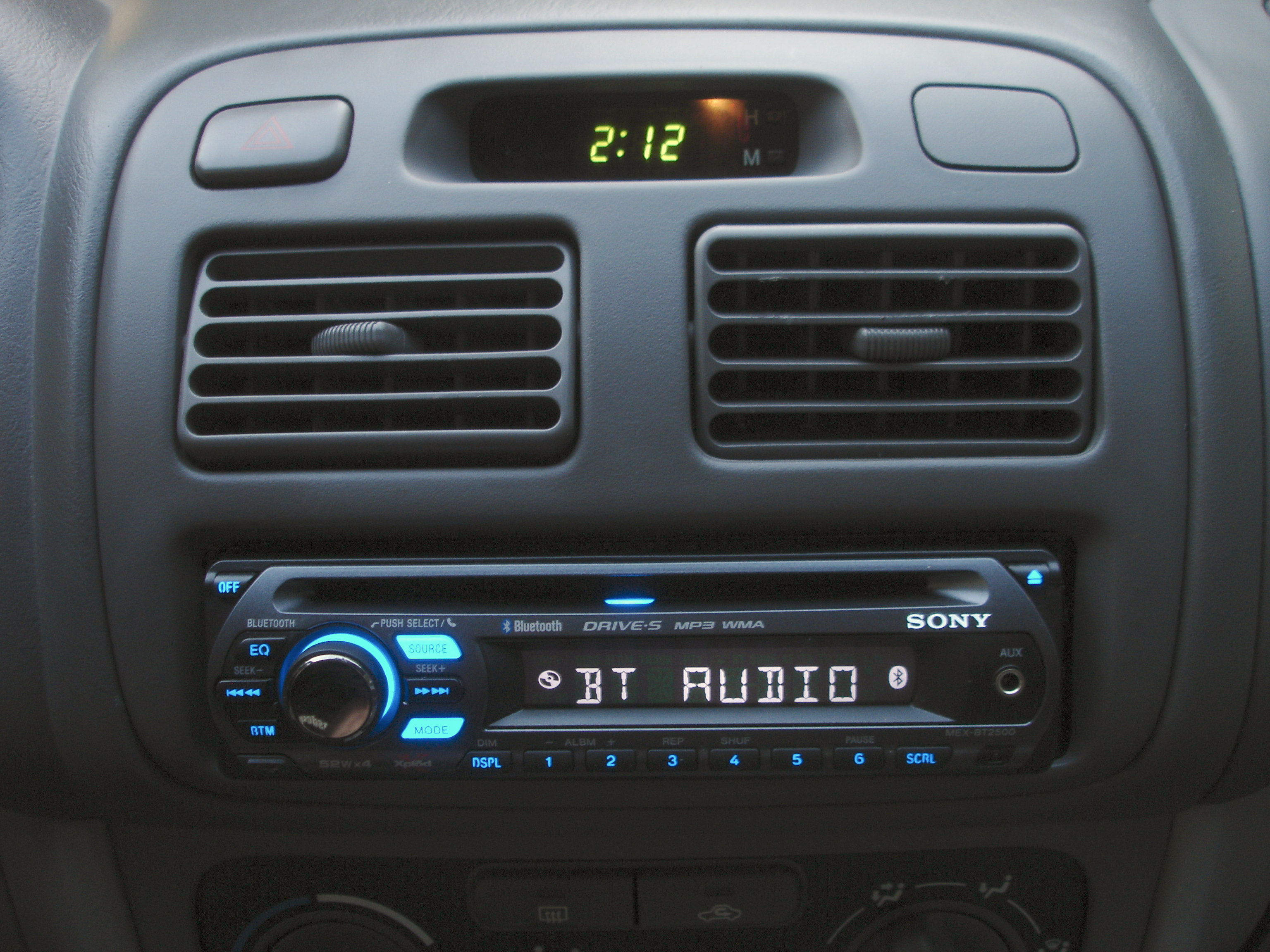
1DIN サイズのカーオーディオ
ソニー MEX-BT2500

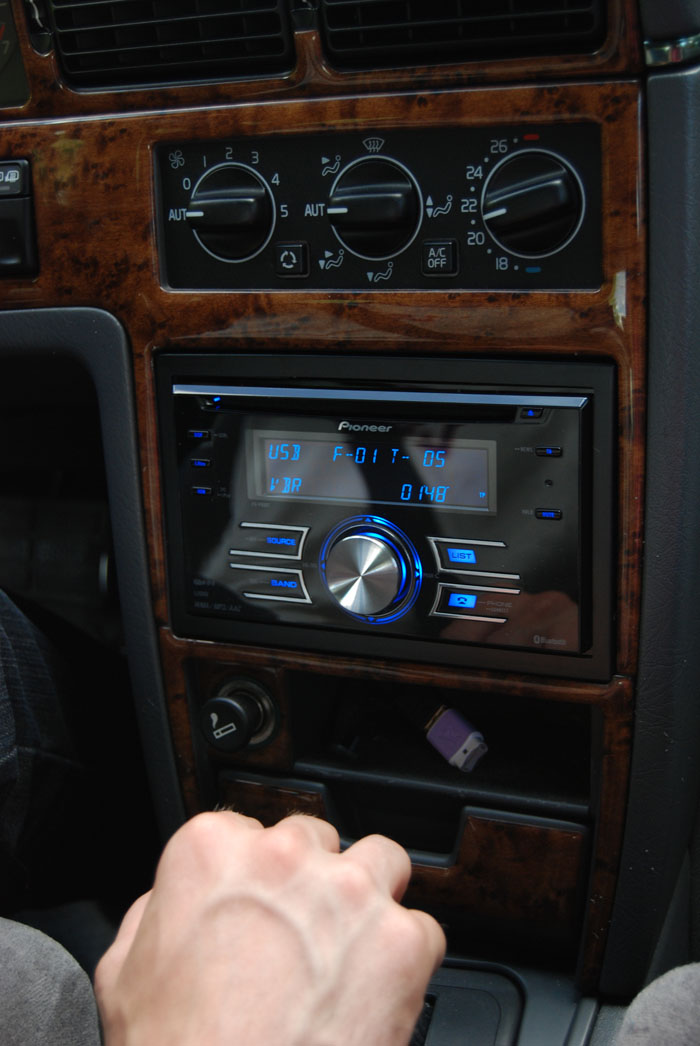
2DIN サイズのカーオーディオ
パイオニア FH-P80BT

ISO 7736は、自動車のダッシュボードに設置するカーオーディオのヘッドユニットや収納装置の大きさについて定めた国際規格である。
この規格は当初ドイツ工業規格DIN 75490として定められたもので、1984年に国際標準規格ISO 7736として採用された。国際規格となった後も「DINカーオーディオサイズ」と呼ばれている。
ヘッドユニットは幅180 mm × 高さ50 mm の「シングルDIN」(1DIN)か幅180 mm × 高さ100 mm の「ダブルDIN」(2DIN)のサイズになっている。奥行きは標準化されていない。この結果、オペル・マンタやアスコナなどのいくつかの車では、表面の寸法はDINサイズに従っているが、奥行きが浅いため純正品以外のほとんどのDINサイズのカーラジオが収容できない。
米国標準のDIN1のサイズは7インチ×2インチ、DIN2のサイズは7インチ×4インチで、幅がわずかに短い（約178 mm）。
現在、世界の多くの車種にこのサイズ規格のスペースを設けたダッシュボードが採用されている。しかしその一方で、近年製造される車種ではインテリアデザインの都合などから独自サイズのダッシュボードを採用する例も増えてきており、他社のカーオーディオやカーナビとの互換性という面では衰退してきている車種もある。ただし、それらの車種であっても他社製品を取り付けるための変換キットが純正ディーラーやカーオーディオのメーカーにオプション設定されていることが多い。
パーソナルコンピューターPC/AT互換機用補助記憶装置である光学ドライブや5.25インチフロッピーディスクドライブを収容する筐体の外寸もこのサイズ規格である。

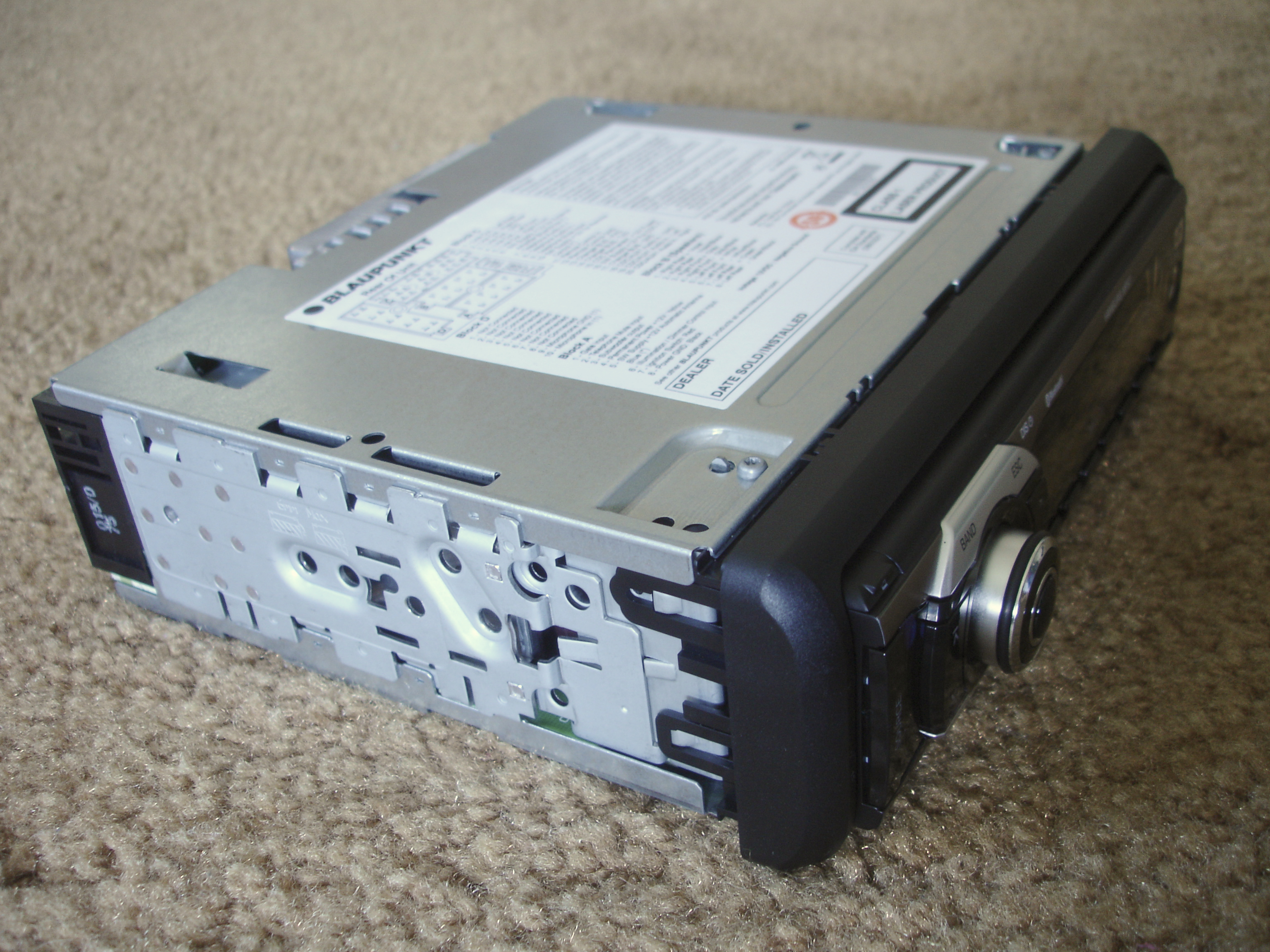
Blaupunkt Hamburg MP57
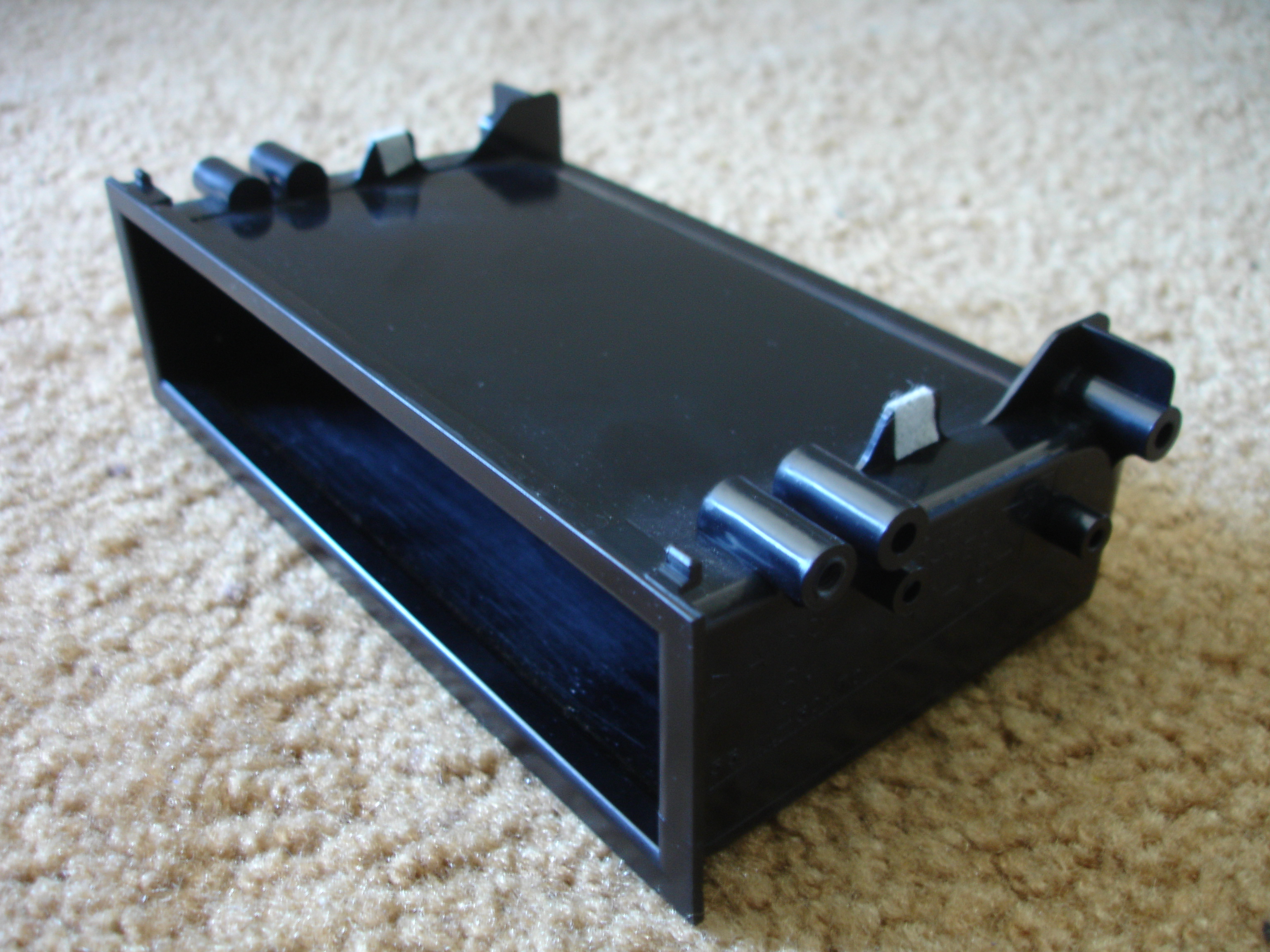
1DINスペーサーポケット
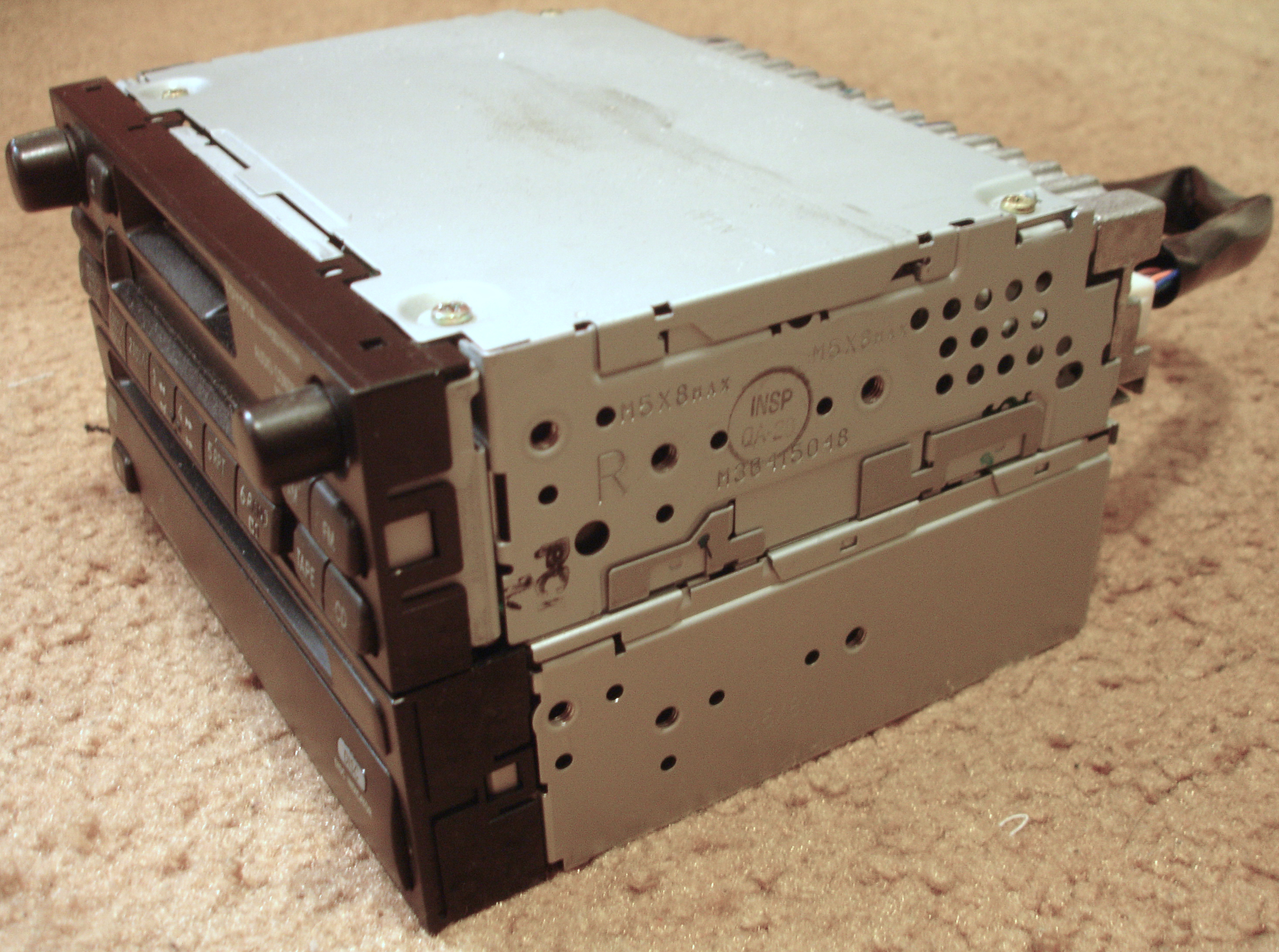
1DINヘッドユニットと1DINサイズCDプレーヤーの組み合わせ
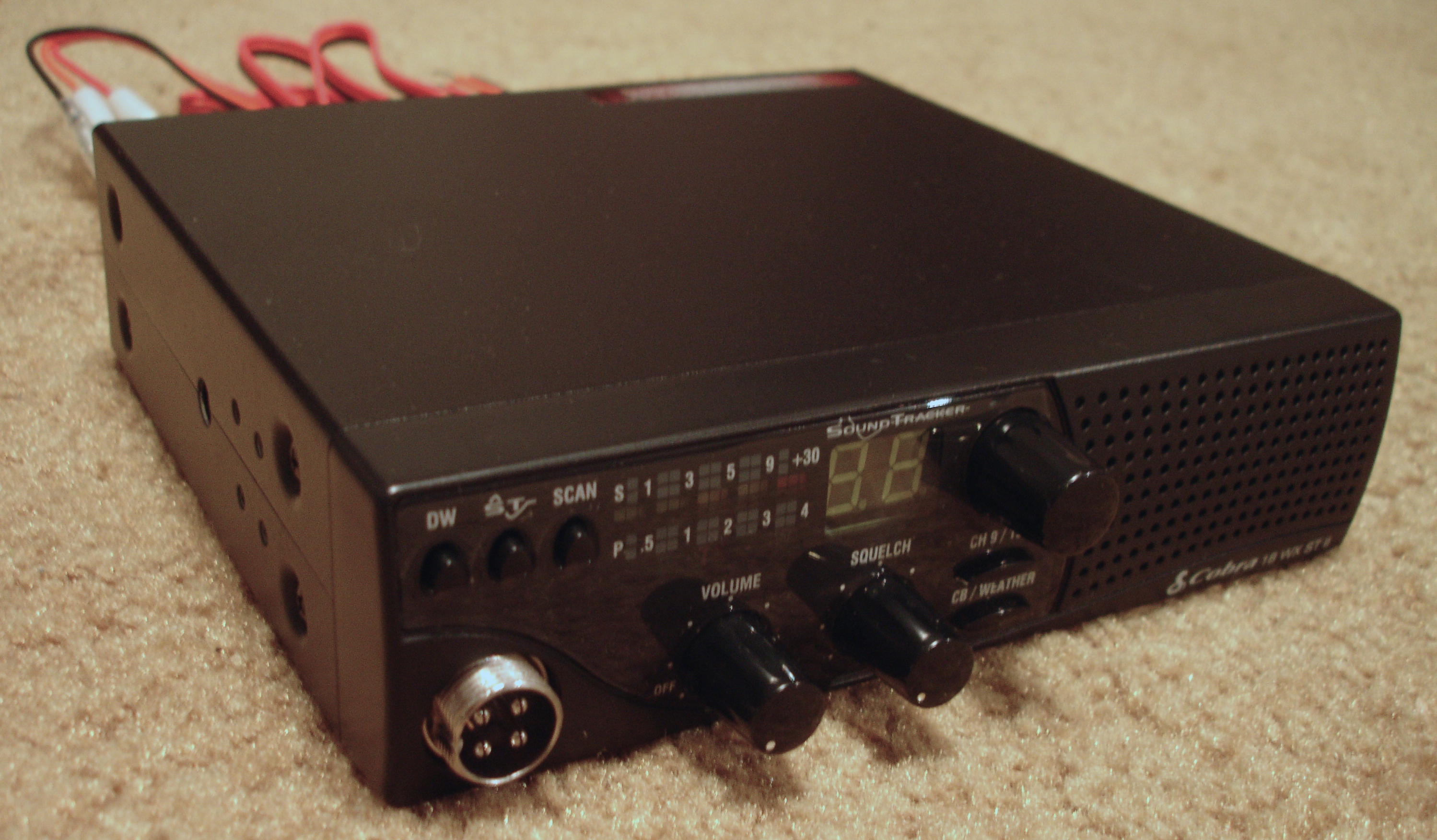
Cobra 18 WX ST II CBモバイルラジオ
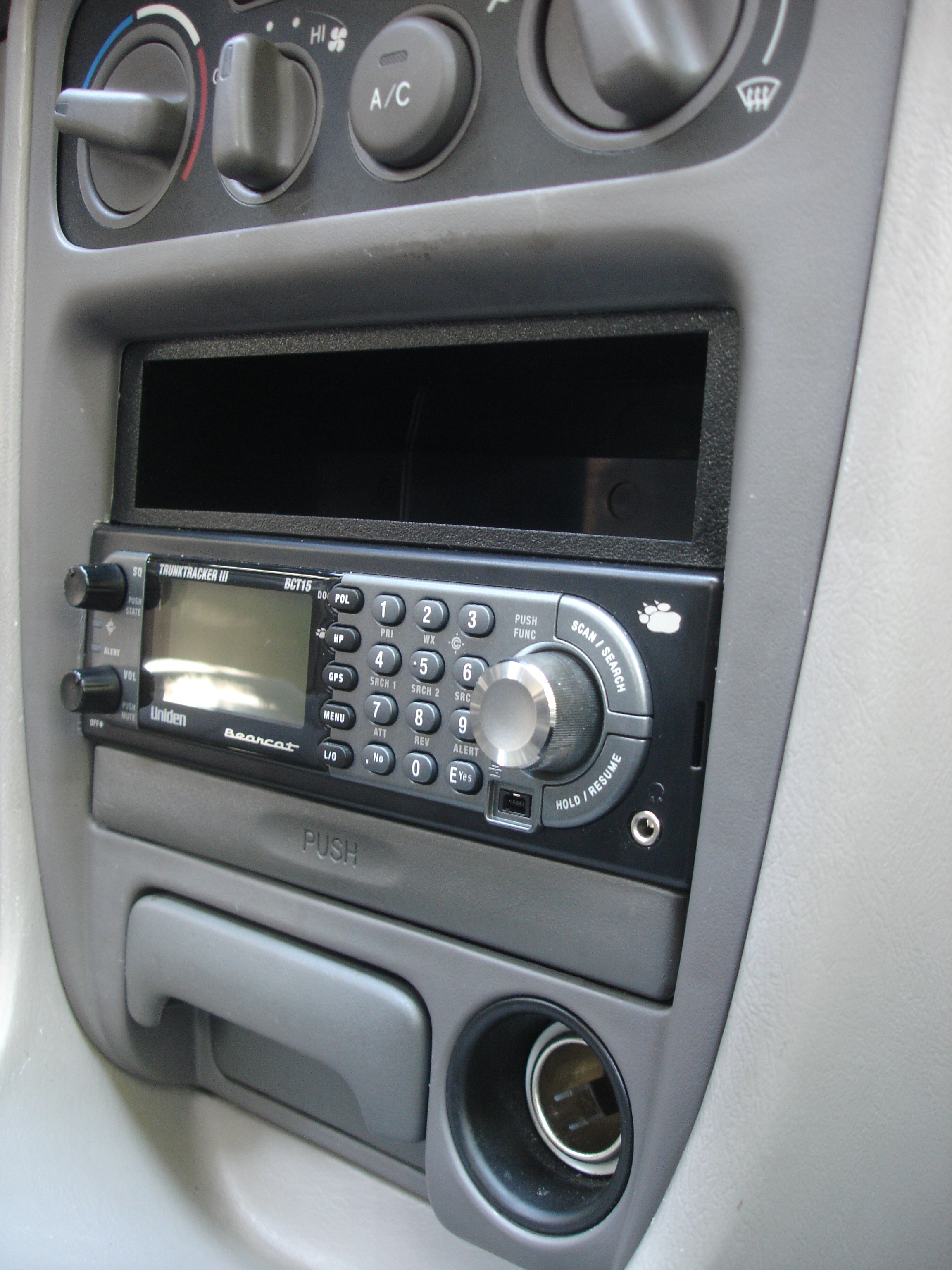
2DINサイズスペーサーポケットに取り付けたUniden BCT-15
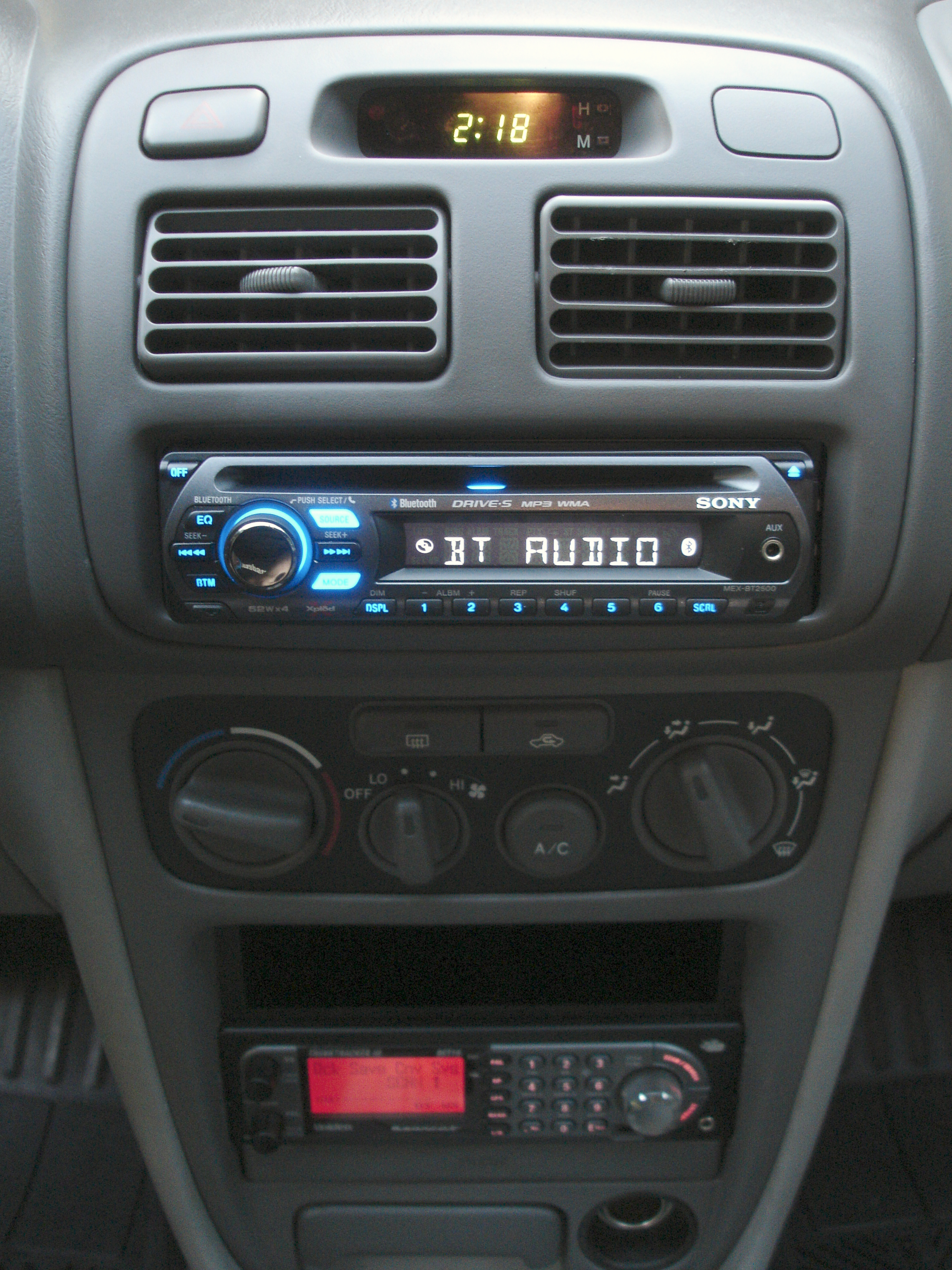
上部の1DINスペーサーポケットに設置したSony MEX-BT2500と下部の2DINスペーサーポケットに設置したUniden BCT-15ラジオスキャナ
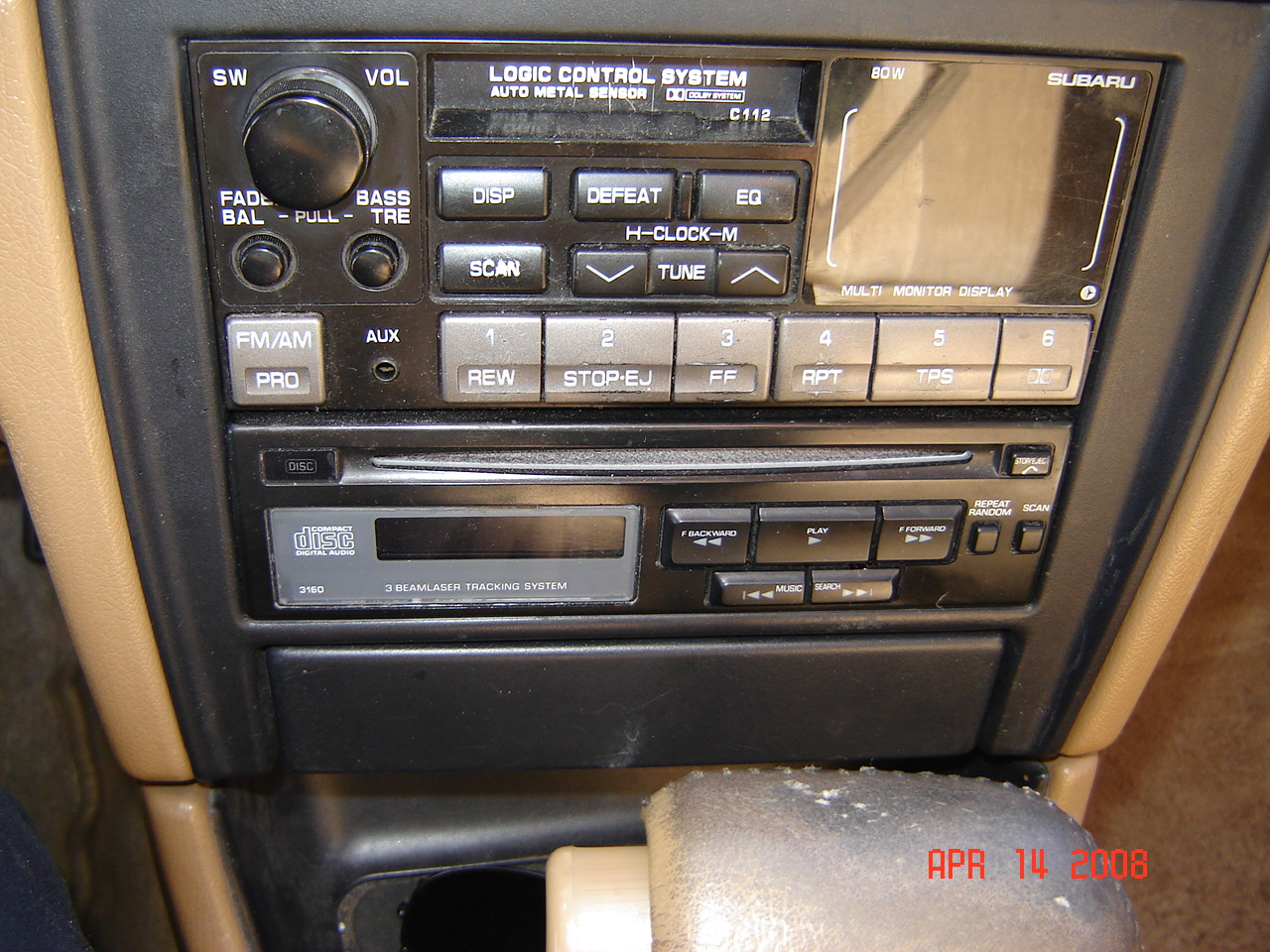
スバル・レガシィ(初代US仕様)純正1.5DINラジカセ(クラリオン製)とオプションの1DIN CDドライブ。
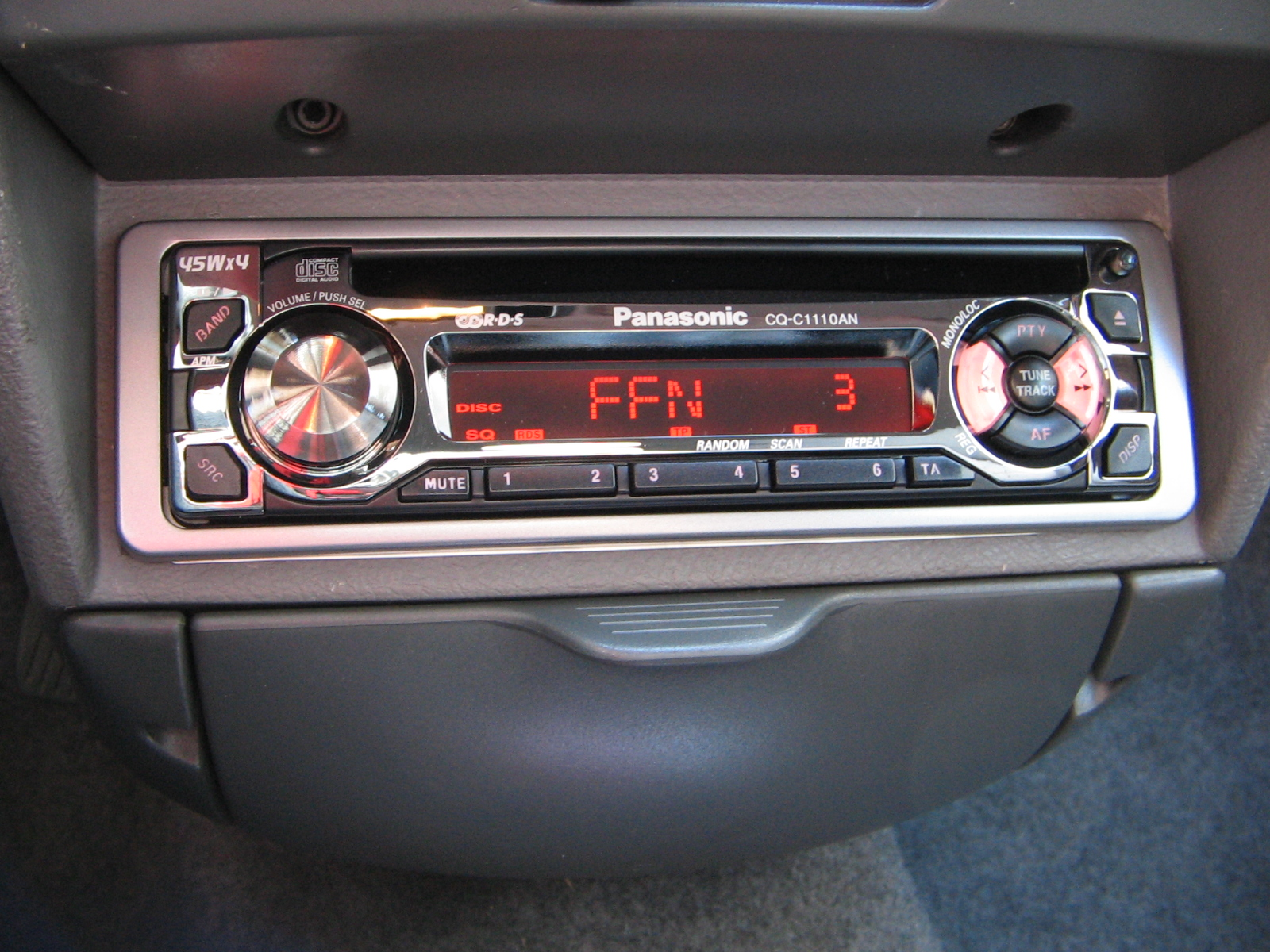
シングルDINヘッドユニット